# III Korpus Augustowski

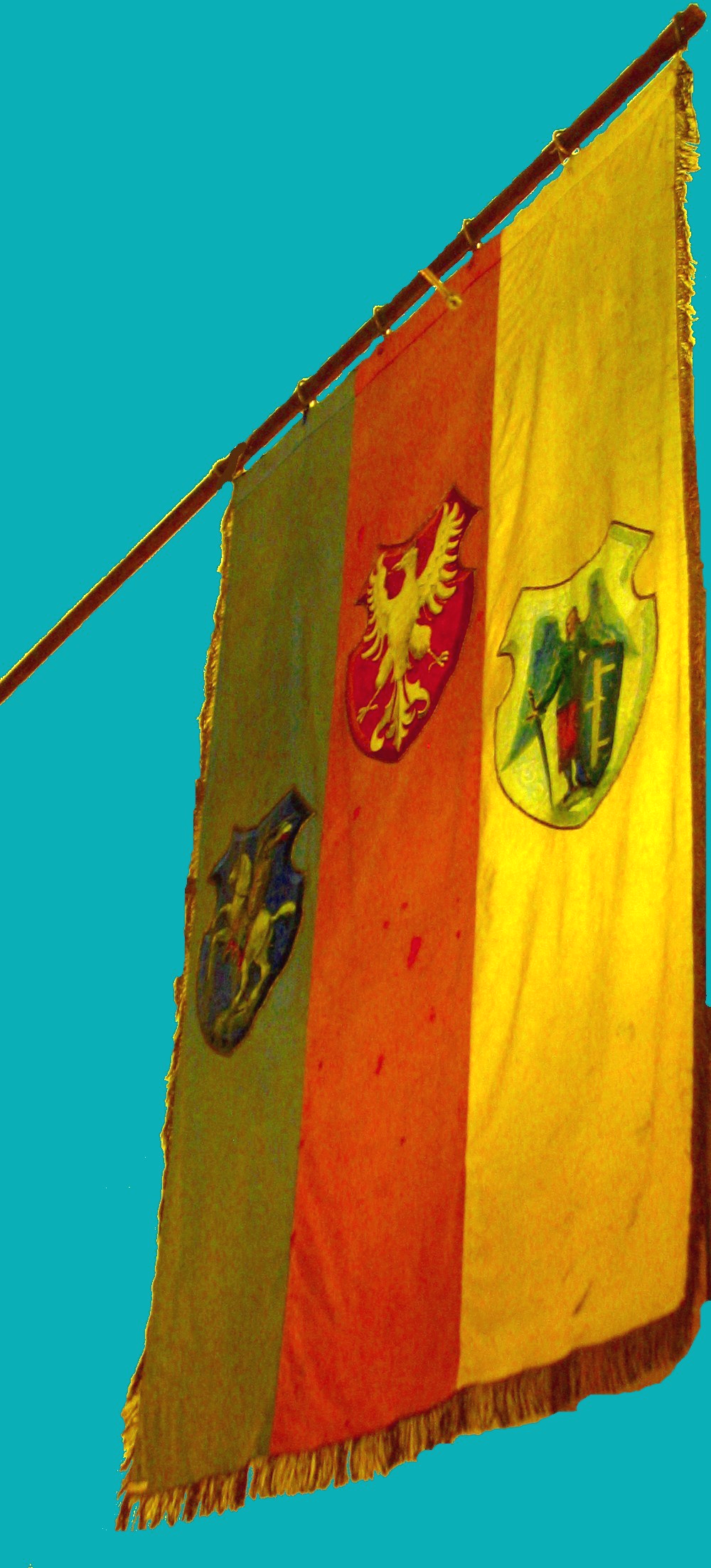
Chorągiew powstańców styczniowych

III Korpus „Augustowski” - planowany korpus sił powstańczych okresu powstania styczniowego, mający objąć dwa dawne województwa: augustowskie i grodzieńskie.
Na dowódcę korpusu przewidywano płk. Jana Koziełł-Poklewskiego ps. Jakub Skała.

## Formowanie
Główny cel jaki postawił sobie Romuald Traugutt po objęciu władzy nad powstaniem to przekształcenie oddziałów partyzanckich w rzeczywistą siłę zbrojną, dekretem z dnia 15 grudnia 1863 r. powołał regularne oddziały aż do poziomu korpusu. Ograniczył samodzielność istniejących oddziałów, zakazał dowolnego ich formowania i rozformowywania, stawały się one tym samym składową większych formacji.
W zamyśle miało powstać pięć korpusów, cztery na terenie Królestwa, piąty na Litwie i miały tworzyć kadry przyszłej masowej formacji dla potrzeb planowanej kolejnej kampanii. W praktyce udało się stworzyć zalążki dwóch - II Korpus ("Krakowski") pod dowództwem Józefa Hauke-Bosaka i I „Lubelski" - Michała Heydenreicha-Kruka, w pozostałych województwach istniały one tylko na papierze.